# Mai Wellner
Mai Wellner, född 20 april 1922 i Tallinn, Estland, död 3 juni 2004 i Sankt Görans församling, Stockholm, var en estländsk-svensk textilkonstnär.
Hon var dotter till redaktören Harald Wellner och Magda Olander. Wellner studerade vid konstindustriella skolan vid Ateneum i Helsingfors 1941–1943. Efter studierna var hon anställd vid Nordiska kompaniets textilkammare 1944–1946 och vid Handarbetets vänner 1946–1964 där hon samarbetade med Alf Munthe. Hon lämnade 1964 Handarbetets vänner för en tjänst vid Märta Måås-Fjetterström AB i Stockholm.
Som formskapare vid Handarbetets vänner arbetade hon med mönster för vävnader, tygtryck, möbeltyg, gardiner och gobelänger. För Nässjö stadshotell formgav hon 1963 en väggdamast och för Grangärde kyrka utförde hon ett antal mattor. I samarbete med Licium utförde hon ett kordraperi för Ukna kyrka i Linköpings stift. Hennes konst består även av broderier på linne och silke med fria kompositioner av naturalistiska motiv. Hon medverkade i samlingsutställningar med konsthantverk på bland annat Nationalmuseum och Röhsska konstslöjdmuseet i Göteborg. Mai Wellner är begravd på Skogskyrkogården i Stockholm.